# Tesoro

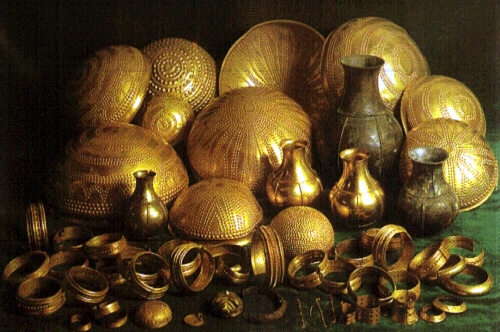
Tesoro de Villena, el conjunto de orfebrería prehistórica más importante de la península ibérica, y el segundo más grande de Europa.

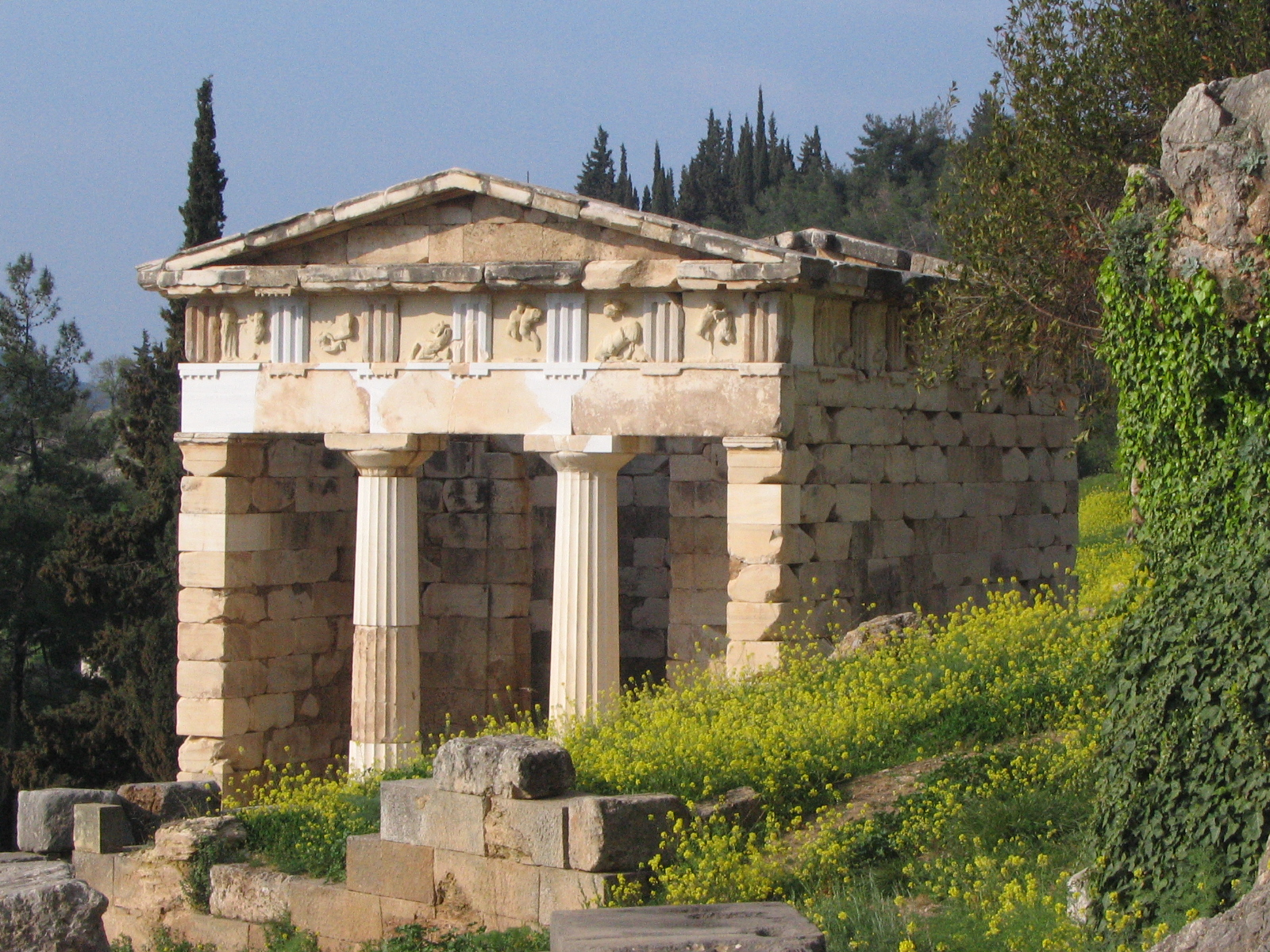
Tesoro de los atenienses en Delfos, donde también se hallaban el Tesoro de los corintios (el más antiguo), el Tesoro de los sicionios y el Tesoro de los sifinios (el más suntuoso).

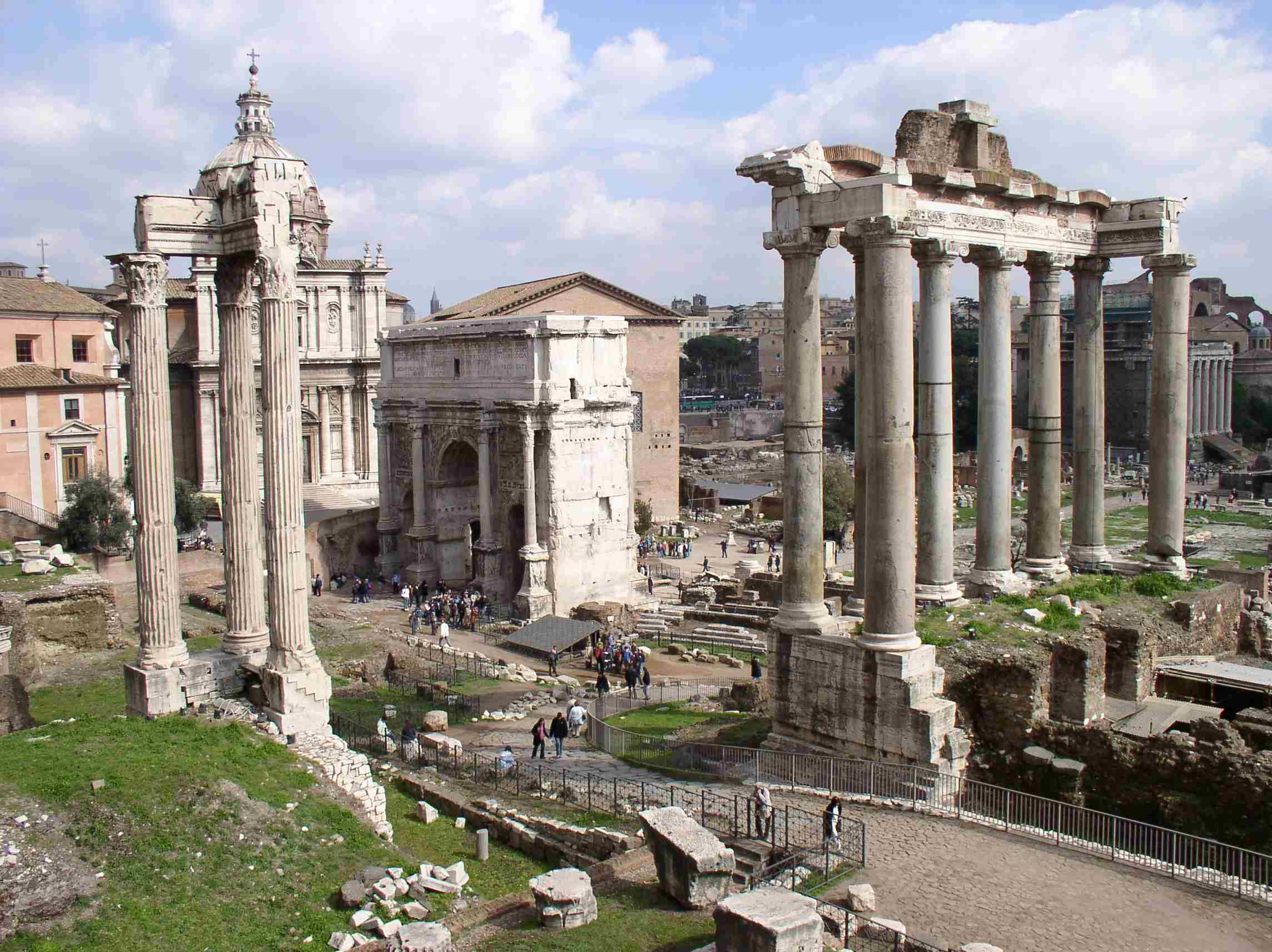
Foro romano, con los restos del templo de Saturno.

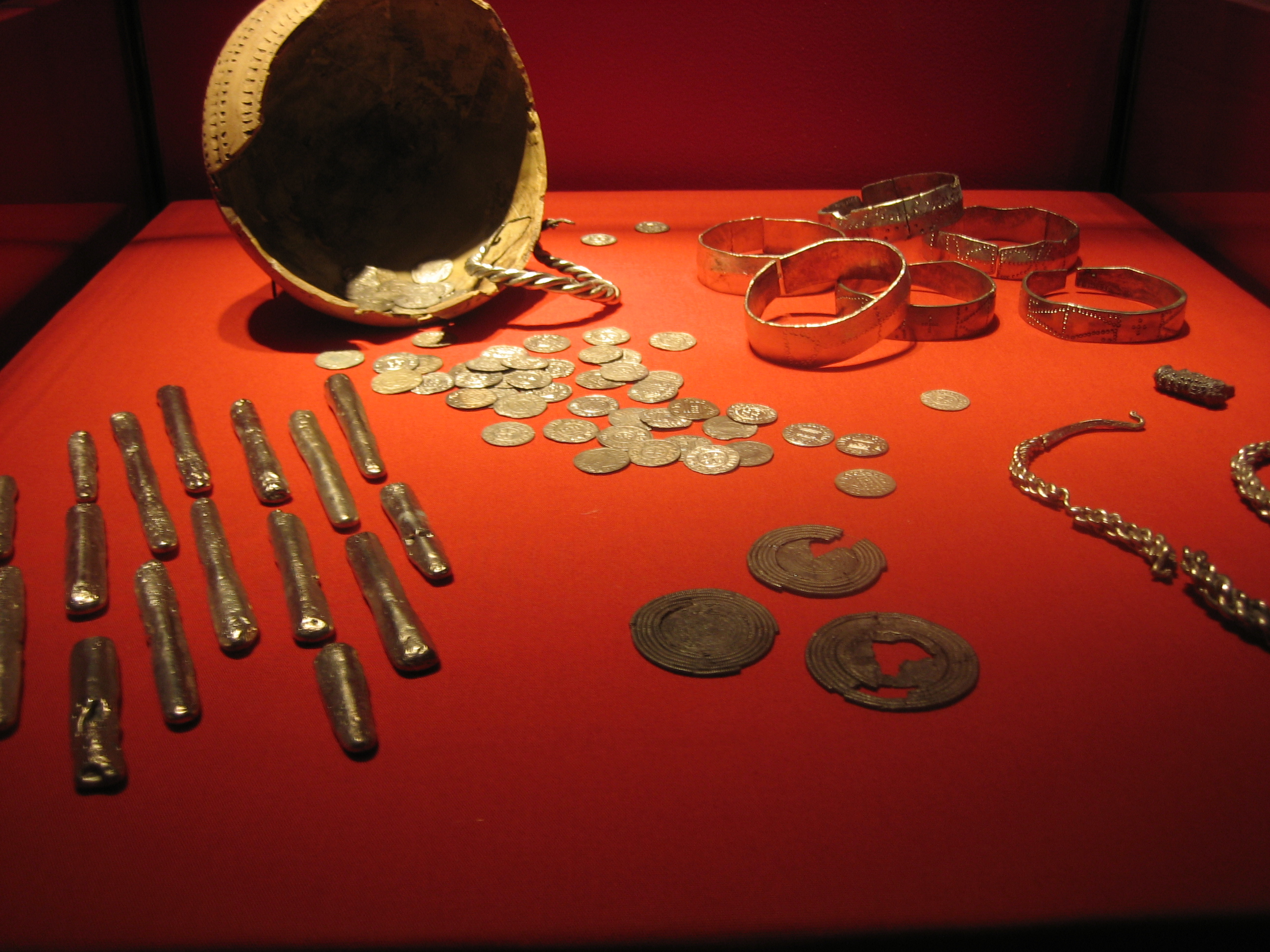
Tesoro vikingo en el Museo de Leiden.

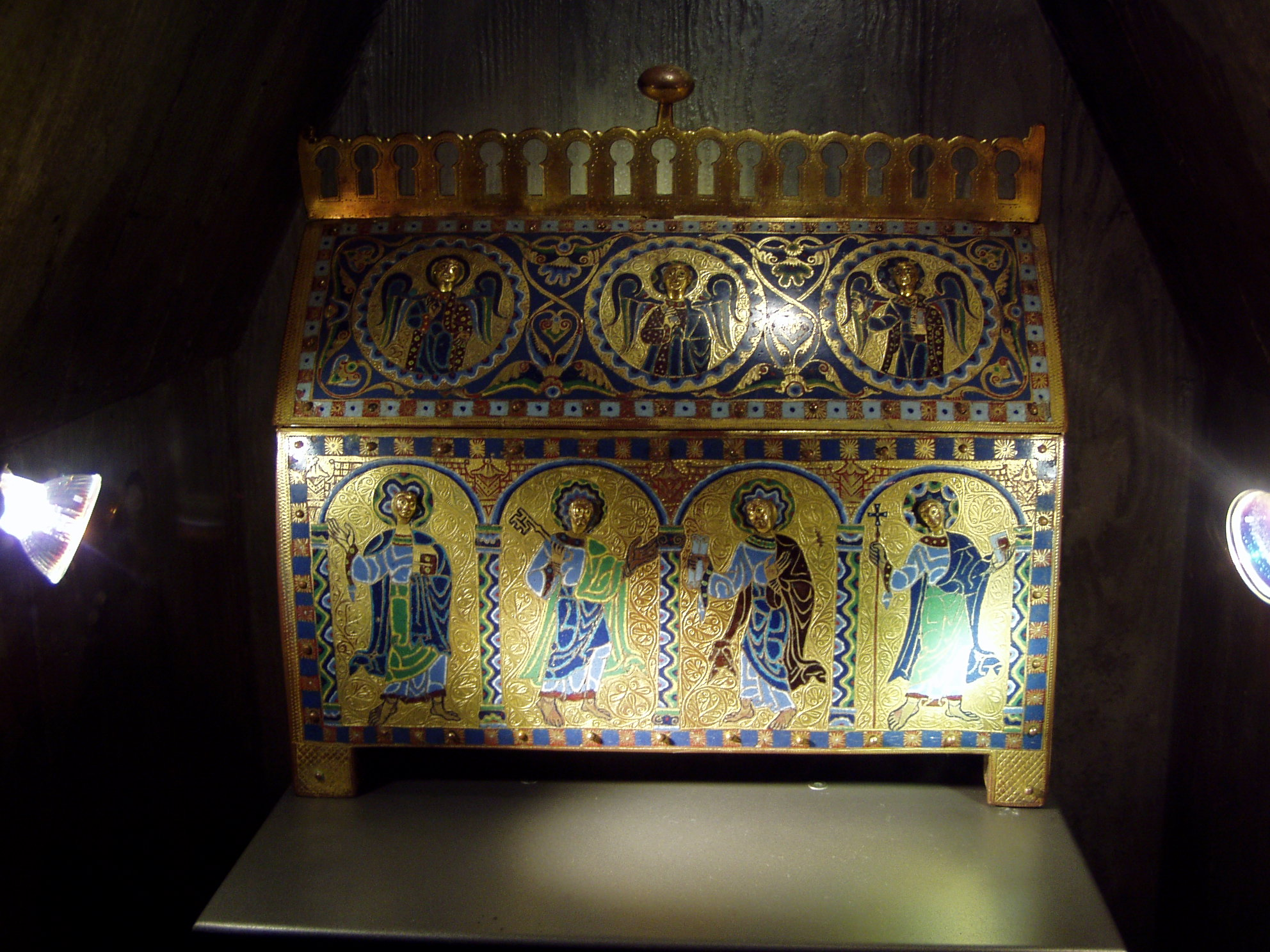
Caja relicario de Saint Étienne en esmalte de Limoges, parte del Tesoro de Gimel-les-Cascades.

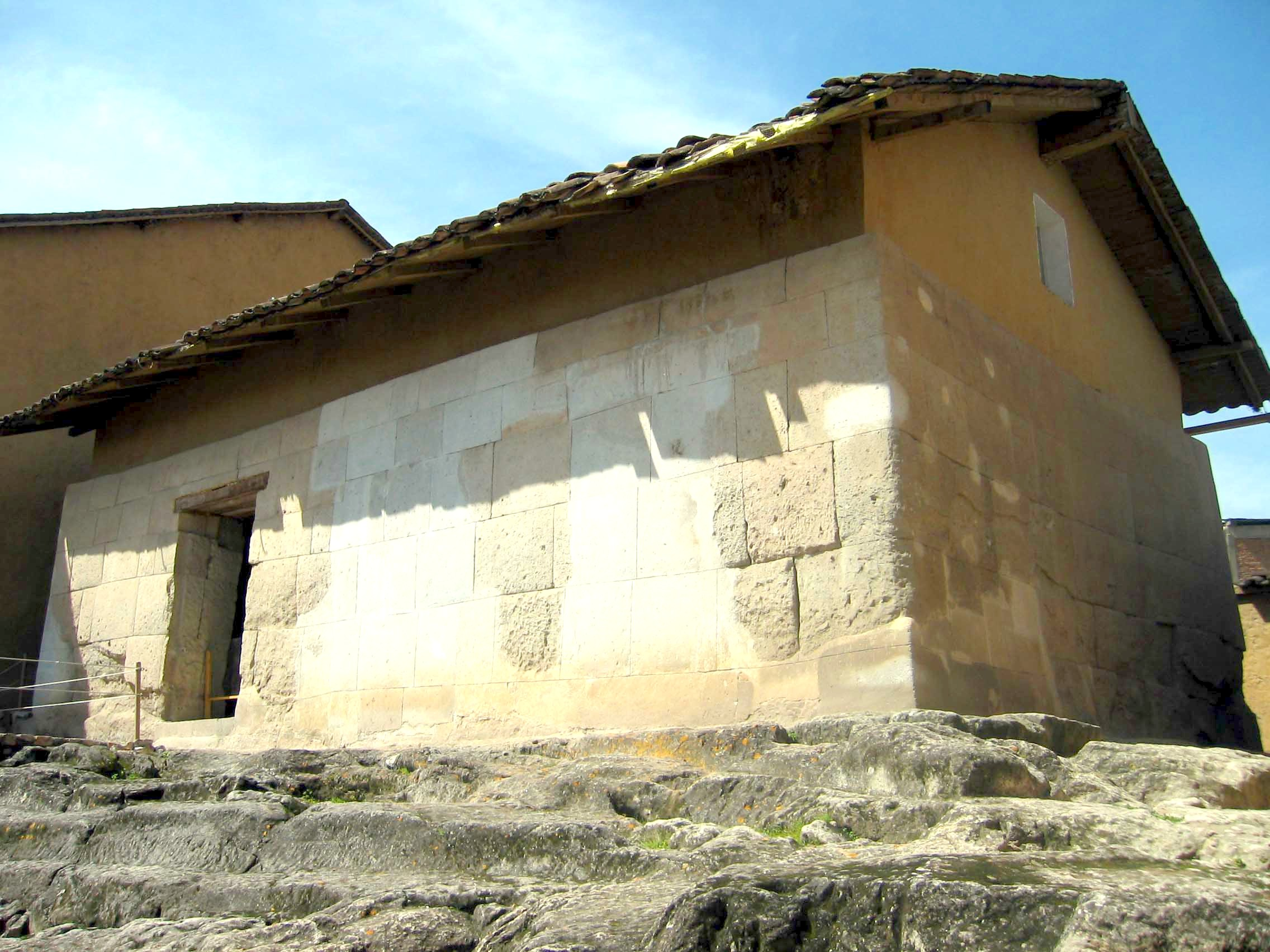
Cuarto del Rescate en Cajamarca, que Atahualpa ofreció llenar de oro y plata (se calculó lo recogido en 1.326.539 pesos de oro y 51.010 marcos de plata).

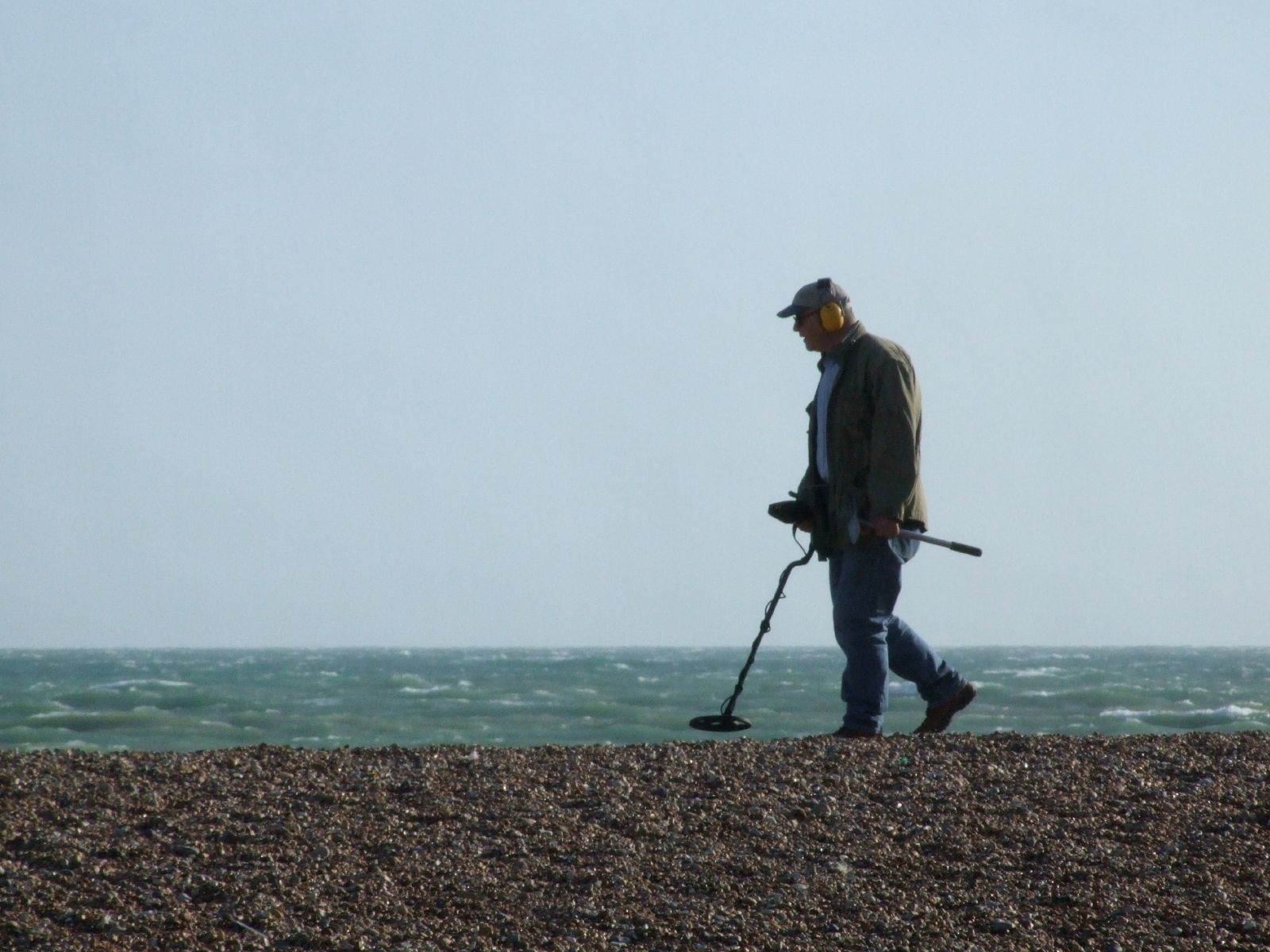
"Cazatesoros" buscando con un detector de metales en una playa. La popularización y utilización indiscriminada de moderna tecnología, estimulada por hallazgos esporádicos (como el de Terry Herbert), ha permitido la destrucción de multitud de yacimientos arqueológicos. Esta actividad está sometida a distintos tipos de calificaciones delictivas, según el lugar y otras circunstancias.

Un tesoro (del latín thesaurus y este del griego θησαυρός) es una concentración de riqueza (especialmente la de metales preciosos, piedras preciosas, monedas, joyas, obras de arte o cualquier otro bien económico de escasez relativa) perdida o sin usar. Su finalidad es servir de depósito de valor económico. La difusión pública de su existencia o su mantenimiento en secreto puede formar parte esencial de sus funciones, por un lado, para servir de medio de ostentación y prestigio social (en cuyo caso es habitual la exageración y mitificación); o, por el contrario, para asegurar la continuidad en la posesión a su propietario, que, en algunos casos, puede experimentar un placer morboso en su contemplación, conservación y aumento (avaricia), lo que ha dado origen a un tópico literario.

...como el avaro que por el tesoro
el trabajar por gran deleite toma.
Francesco Petrarca

Este término también se puede utilizar al referirse a una persona que significa mucho para sí mismo, alguien a quien aprecias tanto como las antiguas civilizaciones apreciaban a sus tesoros. 
Aunque sea fruto del ahorro, el atesoramiento es incompatible con la inversión de capital y con la circulación monetaria, y fue característico del modo de producción feudal frente al modo de producción capitalista.
Los tesoros griegos eran edificaciones en forma de templo construidos en los santuarios por una ciudad para guardar sus ofrendas. En todas las civilizaciones, la acumulación de tesoros en tumbas y templos (en forma de objetos suntuarios o cotidianos convertidos en joyas, ornamentos sagrados, exvotos, etc.) era una práctica común, así como la de su saqueo por ladrones o enemigos. El del templo de Jerusalén, que incluía la menorah o candelabro de siete brazos, fue saqueado varias veces, la última por los romanos, que lo representaron como símbolo de su triunfo en el arco de Tito. El Tesoro público (Aerarium) de la República romana se custodiaba en el Templo de Saturno en el foro romano, y a pesar de su protección religiosa fue utilizado de forma irregular en algunas ocasiones, por ejemplo por Julio César. Con el nombre de Tesoro Imperial se acumularon varios tesoros a lo largo de la historia. Durante la Decadencia del Imperio romano, el saqueo de Roma a manos de los visigodos trajo como consecuencia la acumulación de un gran tesoro (el mítico tesoro de los godos o tesoro de los visigodos, que incluiría la mesa de Salomón) cuya posesión suponía el prestigio de sus reyes, en consonancia con el mito germánico del poder que confería la posesión de un tesoro (Sigfrido, el oro del Rin, muy divulgados por la óperas de Richard Wagner). La Iglesia pasó a ser durante la Edad Media la principal acumuladora de tesoros, muy a menudo como ornamento de las reliquias, en monasterios y catedrales (tesoro litúrgico); y su saqueo pasó a ser protagonizado por expediciones vikingas (Lindisfarne, 793) o razzias musulmanas (Almanzor, finales del siglo X). La conquista de América por los españoles dio origen a mitos como el de Eldorado por la abundancia de tesoros saqueados, siendo los más impresionantes el tesoro de Axayácatl de Moctezuma o tesoro de Cortés y el tesoro reunido en el Cuarto del Rescate de Atahualpa o tesoro de Pizarro.
En los países actuales, tesoro es equivalente a Erario público o Hacienda pública, especialmente en el Reino Unido (Lord del Tesoro, HM Treasury), Estados Unidos (Secretario del Tesoro, Departamento del Tesoro), España (Letras del Tesoro), o Venezuela (Banco del Tesoro). Tesorero fue desde la antigüedad y en la actualidad el funcionario encargado de su custodia y gestión. Tesorería es un concepto empresarial y de contabilidad, además de la oficina o lugar donde se gestiona el tesoro y el nombre que recibe la actividad y oficio del tesorero.
También es muy habitual denominar tesoros a las manifestaciones artísticas más excelsas, así como tesoros nacionales al patrimonio cultural o legado histórico-artístico de una nación (Monumento Nacional; Patrimonio Nacional en España, Tesoro Nacional de Japón, etc.) y otras manifestaciones culturales o espacios naturales (parques nacionales), incluso a nivel mundial (Patrimonio de la Humanidad, Reserva de la biosfera, etc.).

## Tesoro como recopilación
Es habitual denominar Tesoro a un diccionario, obra enciclopédica, lexicográfica o recopilación, esté o no relacionado con el concepto de tesauro (Libro del tesoro, 1211; Tesoro de la lengua castellana o española, Sebastián de Covarrubias, 1611; Thesaurus Linguae Graecae; Thesaurus Linguae Latinae).

## Tesoros perdidos, piratería y arqueología
Los tesoros ocultos o perdidos en naufragios, por enterramiento o emparedamiento a causa del temor a perderlos como consecuencia de una guerra o una época de incertidumbre, o cuya ocultación es parte esencial de la estrategia de su poseedor (tesoros de los piratas o botín de los ladrones; tesoros acumulados como rito funerario junto al cadáver) son la parte más espectacular de un yacimiento arqueológico, pero no necesariamente la más valiosa científicamente. Su expolio o extracción inadecuada, tanto ilegal como la efectuada por el propio arqueólogo cuando trabaja sin método, suele ser la causa más frecuente de destrucción de información en los yacimientos.

## Tesoros arqueológicos
Con el nombre de tesoro, los arqueólogos bautizan los yacimientos donde se encuentran este tipo de hallazgos. El arqueólogo Schliemann destacó por su afán en identificar en la realidad los descritos en los poemas homéricos.
Ejemplos de la arqueología clásica, egipcia y del próximo oriente antiguo:
- Tesoro de Atreo
- Tesoro de Príamo
- Tablillas del Tesoro de Persépolis
- Tesoro de Tutankamón
- Tesoro de Tod

Ejemplos en España:
- Tesoro de la Aliseda
- Tesoro de El Carambolo
- Tesoro de Cheste
- Tesoro de Guarrazar
- Tesoro de Torredonjimeno
- Tesoro de Villena
- Tesoro de la fragata "Nuestra Señora de las Mercedes"

Ejemplos de la arqueología precolombina:
- Señor de Sipán (actual Perú)

Ejemplos de tesoros arqueológicos en otros lugares:
- Tesoro de Karun (Lidia, actual Turquía)
- Tesoro de Nagyszentmiklós (Austria)
- Tesoro Środa (Polonia)
- Tesoro de Pereshchepina (Ucrania)
- Tesoro de Hoxne (Reino Unido)

## Tesoros pseudohistóricos o de incierta existencia
Entre los mitos pseudohistoriográficos con mayor o menor base real o esotérica, se cuentan tesoros cuya existencia se divulga sobre todo por la literatura popular.
- Tesoro del Templo de Jerusalén, mito basado en los diferentes tesoros que realmente contuvo el Templo de Salomón en distintas épocas históricas, y que fueron varias veces saqueados (véase también Rollo de Cobre). Uno de los tesoros que según la Biblia  contendría, el Arca de la Alianza, ha sido particularmente objeto de todo tipo de especulaciones por la cultura popular (como la película Raiders of the Lost Ark de 1981 cuyo personaje protagonista, Indiana Jones es un perfecto ejemplo de todo lo que no debe ser un arqueólogo) e incluso de documentales pseudocientíficos (como El Éxodo descodificado, de 2006).
- Tesoro de los godos o tesoro de los visigodos, que estaría vinculado en parte con el anterior, ya que provendría del saqueo de Roma (410) que efectivamente llevaron a cabo los visigodos de Alarico I y que constituyó el prestigio de los reyes visigodos desde entonces. Sostiene el mito que de Roma habrían obtenido objetos que previamente los romanos habrían saqueado en Jerusalén, como la llamada mesa de Salomón; y que tras pasar por el sur de Francia (reino visigodo de Tolosa) llegaron a Toledo (reino visigodo de Toledo), donde su uso inadecuado habría producido la invasión musulmana del 711.
- Tesoro de los cátaros, el presuntamente reunido por los cátaros, uno de cuyos posibles lugares sería Montsegur y que habría sido buscado por Otto Rahn y las autoridades nazis durante la Segunda Guerra Mundial.
- Tesoro de los templarios, el presuntamente reunido por los caballeros templarios y que sería una de las razones que promovieron el violento final de esa orden militar en 1307.
- Tesoro de Barbanegra, el presuntamente escondido por el pirata Barbanegra en Teach's Hole, llamado así por él.
- Tesoro de Loch Arkaig, el resto de los fondos que sirvieron para el levantamiento jacobita de 1745 y que presuntamente algunos de ellos habrían custodiado desde entonces.
- Tesoro de Juan Fernández, presuntamente enterrado en la isla Juan Fernández.[7]
- Caverna de Benavides, supuesto tesoro que el guerrillero Vicente Benavides habría escondido en una cueva cerca de Lebu, Chile y que no habría podido retirar antes de ser ajusticiado.

## Tesoros más buscados
Una clasificación periodística enuncia los siguientes diez:
- Tumba de Alejandro Magno. Su misma localización es debatida, pues murió en Babilonia y fue trasladado a Egipto (Alejandría o Siwa).
- Tesoro de Atahualpa. Consistiría en más de 20 lingotes de oro que se encontrarían en el volcán Pasocha (Pasochoa).[9]

- Tesoro de Rande. El transportado por la flota española hundida en la ría de Vigo en 1702 (14 galeones mercantes que llevarían 500 toneladas de oro y plata y 250 de piedras preciosas). Sería el mayor tesoro subacuático.

- Arca de Noé. Citada en la Biblia, habría quedado en el Monte Ararat. Buscada por arqueólogos norteamericanos y turcos, consistiría en madera, sin valor material, sino religioso.

- Nuestra Señora del Juncal. Galeón español hundido en el siglo XVIII entre México y La Habana.

- Tumbas de los reyes mayas de Palenque y Tikal, del siglo VII, en Guatemala.

- El galeón de Hernán Cortés. Hundido de vuelta a España cargado de riquezas, posiblemente en Cayo Arenas, Cuba.

- Cámara sepulcral de Keops. Presuntamente, la cámara sepulcral verdadera del faraón Keops no se habría encontrado aún, no habría sido saqueada y estaría en algún lugar indefinido, bien dentro o bien fuera de la pirámide de Keops.

- Tesoro del Grosvenor, buque británico con un cargamento de piedras preciosas hundido en 1783 en el Cabo de Buena Esperanza.[10]

- Tumbas de los reyes de la Dinastía Ming. Especialmente la del segundo emperador Jianwen, que habría sido enterrado en los alrededores de Pekín. (Véase también Tumba de Ming Xiaoling, el primer emperador Ming, en Nankín y Mausoleo de Qin Shi Huang, el primer emperador Qin, en Xian).

## Topónimos
- Tesoro (estación del metro de Guadalajara)
- Cueva del Tesoro
- San Martín del Tesorillo

## Obras artísticas y literarias
- La isla del tesoro
- El planeta del tesoro
- El tesoro dorado
- El tesoro de Rackham el Rojo
- Los Cinco y el tesoro de la isla

## Lugares de custodia de tesoros y Reales Tesoros
- Casa del Tesoro es el nombre de unas dependencias del Alcázar de Madrid construidas en 1568, que en el siglo XVIII se transformarían en la Biblioteca Real (antecedente de la Biblioteca Nacional), y que fueron derribadas durante el reinado de José I Bonaparte (el rey plazuelas) como parte de la apertura de espacios frente al Palacio Real (Plaza de Oriente).[11]

- Torre del tesoro es el nombre de una de las torres de la catedral de Santiago de Compostela.

- La Torre de Londres tiene entre sus funciones la custodia de las Joyas de la Corona Británica.

- Muchas otras casas reales han dispuesto lugares similares, como la Schatzkammer o cámara del tesoro en Viena. Véase Joyas de la Corona.

- Los Tesoros Imperiales de Japón se guardan en lugares secretos según la tradición, aunque su localización es conocida, repartidos en varios santuarios.

- En España existe un Marquesado del Real Tesoro

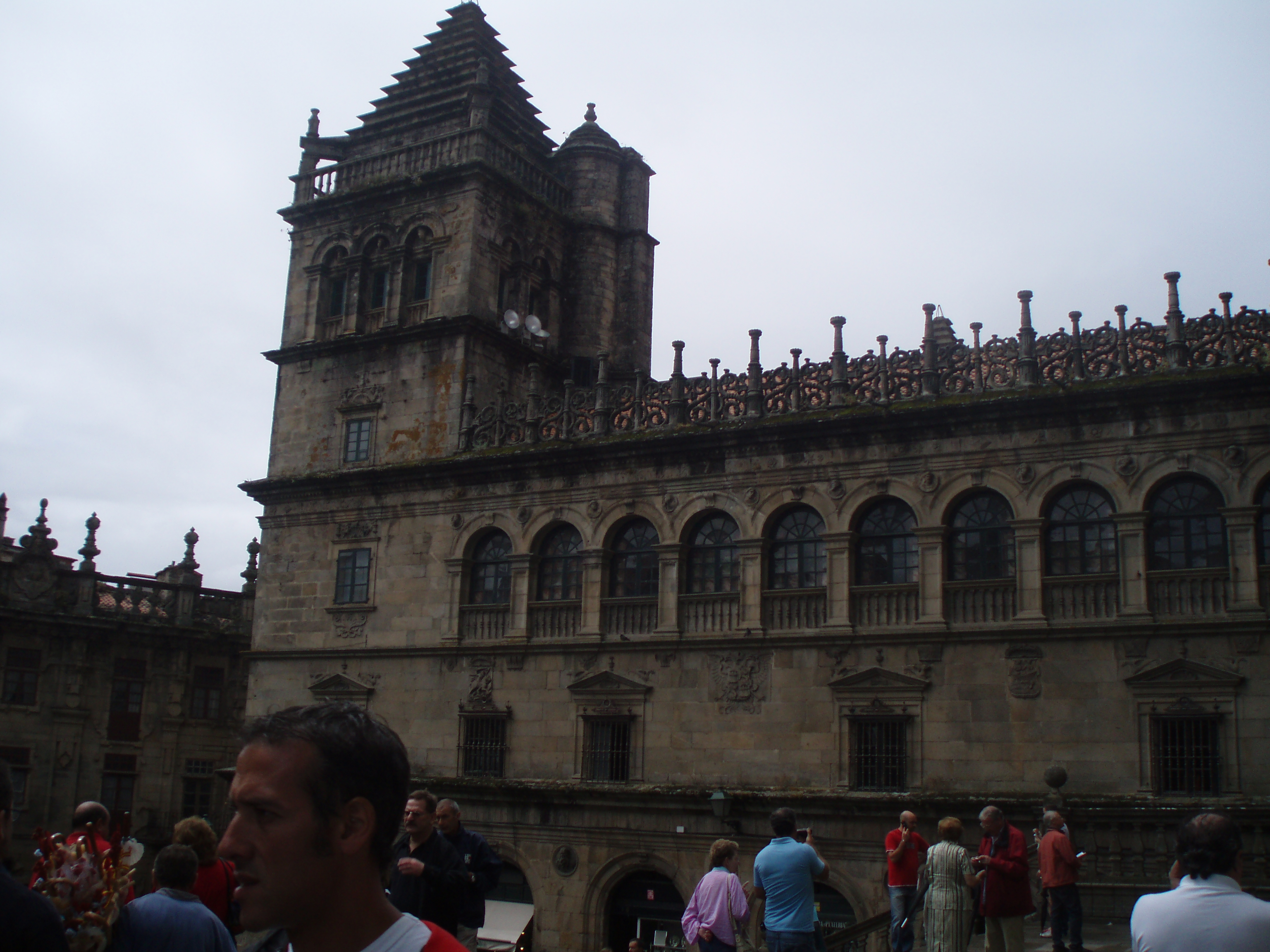
Torre del tesoro de la Catedral de Santiago de Compostela
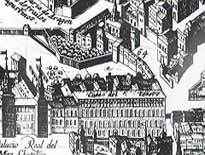
Casa del Tesoro del Real Alcázar de Madrid
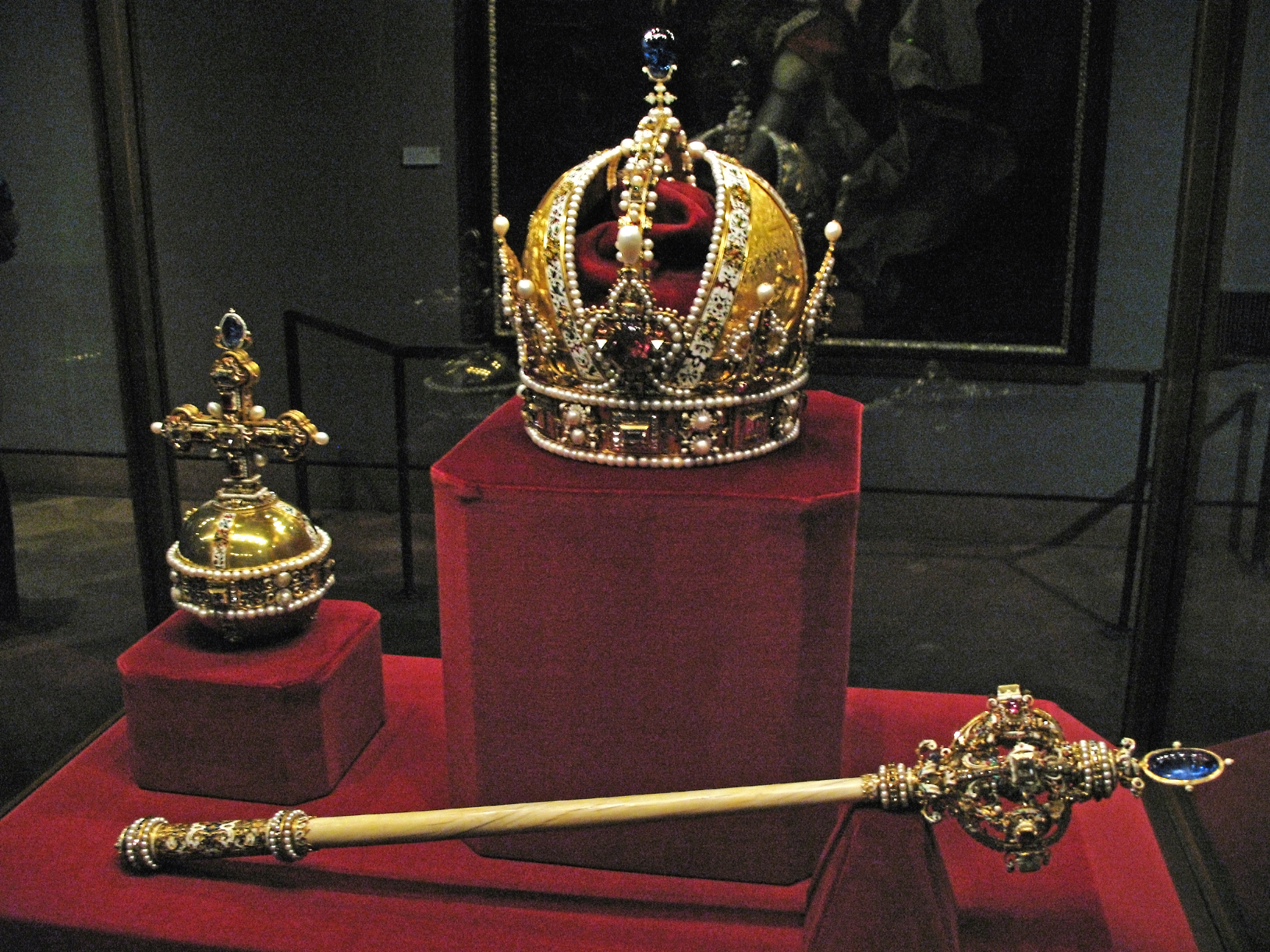
Joyas de la Corona de Austria, en la Schatzkammer.
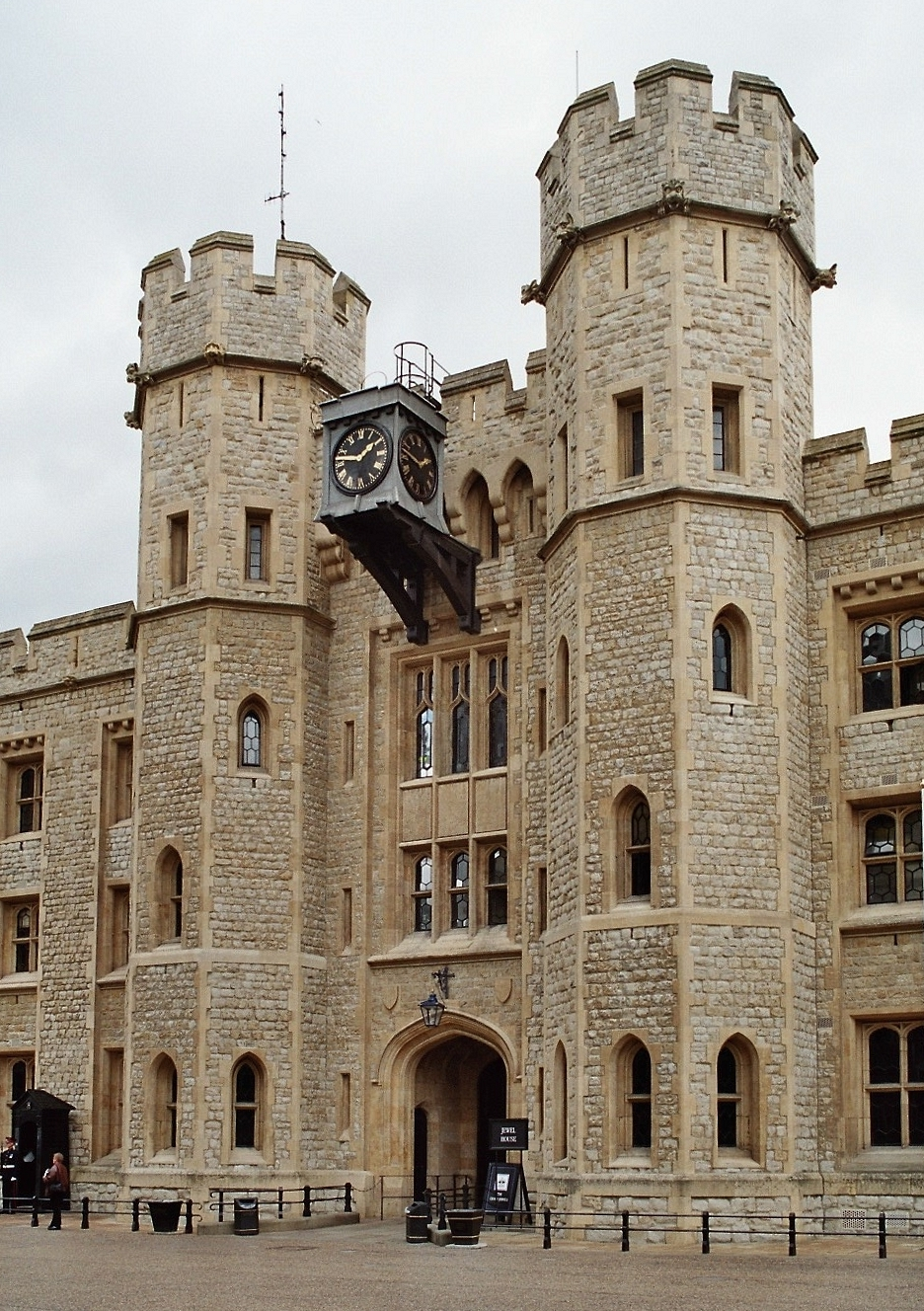
Jewel house (casa de las joyas) de la Torre de Londres.